# جوني كيتاجاوا
جوني كيتاجاوا (باليابانية: ジャニー喜多川؛ بالكانا: ジャニー きたがわ) هو شخصية أعمال ورائد أعمال ياباني وأمريكي، ولد في 23 أكتوبر 1931 في لوس أنجلوس في الولايات المتحدة.

## وصلات خارجية
- جوني كيتاغاوا على موقع IMDb (الإنجليزية)
- جوني كيتاغاوا على موقع ميوزك برينز (الإنجليزية)
- جوني كيتاغاوا على موقع أول ميوزيك (الإنجليزية)
- جوني كيتاغاوا على موقع ديسكوغز (الإنجليزية)